# Martin Spitzer (Schwimmer)
Martin Spitzer (* 25. Mai 1985 in Graz) ist ein österreichischer Schwimmsportler. Er schwimmt für den Grazer Verein USC Graz.
Spitzer nahm 2006 bei den Schwimmeuropameisterschaften in Budapest erstmals an internationalen Wettkämpfen teil. 2007, 2008 und 2009 gewann er wiederholt österreichische Staatsmeistertitel und erzielte mehrere österreichische Rekorde. 2009 nahm er an der Sommer-Universiade in Belgrad und den Schwimmweltmeisterschaften in Rom teil.
Im Jahr 2016 gab er seinen Rücktritt bekannt.

## Rekorde
| Österreichische Rekorde (4)   | Österreichische Rekorde (4) | Österreichische Rekorde (4) | Österreichische Rekorde (4) |
| ----------------------------- | --------------------------- | --------------------------- | --------------------------- |
| 50 m Freistil                 | 00:23,01 min                | 7. August 2009              | St. Pölten                  |
| 50 m Schmetterling            | 00:23,69 min                | 26. Juli 2009               | Rom                         |
| 50 m Freistil (Kurzbahn)      | 00:22,16 min                | 11. November 2009           | Stockholm                   |
| 50 m Schmetterling (Kurzbahn) | 00:23,48 min                | 10. November 2009           | Stockholm                   |
| (Stand: 11. November 2009)    |                             |                             |                             |